# N19 (België)
De N19 is een gewestweg in België die Turnhout verbindt met Leuven, via Kasterlee, Geel, Westerlo, Herselt, Aarschot, en Wezemaal. De totale lengte van de weg, van de ringweg rond Turnhout (R13) tot aan de ringweg rond Leuven (R23) is ongeveer 58 km.

## Aftakkingen

### N19a
De N19a is een 190 meter lange verbindingsweg in Leuven. De weg verbindt de rotonde van de R23/N2b met de N19 via de Rederstraat en Zoutstraat. De N19 zelf begint vervolgens langs de Leuvensevaart.

### N19b
De N19b is de doorsteek van de N19, dwars door het centrum van Westerlo.

### N19c
De N19c is een aftakking van de N19 bij het plaatsje Bergom. De 750 meter lange route verloopt via de Diestsestraat en Kaaistraat.

### N19d
De N19d is een verbindingsweg in de plaats Aarschot. De 800 meter lange route verbindt de N19 vanaf de Martelarenstraat met de R25/N10. De route verloopt via de Diestsestraat.

### N19e
De N19e is een 400 meter lange verbindingsweg tussen de N19 en de A2 E314 nabij Leuven. De route verloopt via de Vuntcomplex.

### N19f
De N19f is een 170 meter lange verbindingsweg in Aarschot. De weg verbindt de N19 met de R25 via de Langdorpsesteenweg.

### N19g
De N19g is een verbindingsweg van de N19 tussen Kasterlee en Geel. De 8,3 kilometer lange route vormt de doorgaande route tussen de twee plaatsen. De N19 welke door de twee plaatsen heen gaat is meer bedoeld voor bestemmingsverkeer.
In 2009 werd gestart met de doortrekking van de N19g tussen de N123 in Kasterlee en de R14 in Geel. Deze nieuwe weg maakt deel uit van de Kempense noord-zuidverbinding, die ook de heraanleg van het afrittencomplex nr. 23 "Geel-West" van de A13 E313, inclusief een nieuwe brug over het Albertkanaal, omvat. Op 23 februari 2014 werd de N19g tussen Kasterlee en Geel na meer dan 2 jaar werken officieel ingehuldigd. In september 2014 werd dan het parallelle traject van de N19 in Kasterlee overgedragen van het Vlaams Gewest aan het gemeentebestuur.